# Elephas hysudricus
Elephas hysudricus (также Elephas (Euelephas) hysudricus) — вымерший вид слонов, относившийся к азиатским слонам, известный из плейстоцена Азии. Считается, что он является предком современного азиатского слона, от которого отличается молярами с меньшей высотой коронки и меньшим количеством пластинок. Остатки этого вида в основном известны с индийского субконтинента, причем наиболее важные ископаемые были найдены в горах Сивалик. Самые древние ископаемые остатки этого вида в горах Сивалик датируются примерно 2,6 миллиона лет назад (начало раннего плейстоцена), а самые молодые датируются средним плейстоценом в горах Сивалик около 0,6 миллиона лет назад, хотя, судя по остаткам, найденным в других местах, он, вероятно, сохранился на субконтиненте и позже.
Остатки, вероятно, относящиеся к этому виду, также известны из Леванта в Израиле и Иордании, датируемые концом среднего плейстоцена, вероятно, где-то между 500 и 100 000 лет назад. Изотопный анализ образцов с индийского субконтинента показывает, что ранние представители вида, вероятно, были в основном травоядными, но перешли на смешанное питание (как поедание листьев, так и трав) после прибытия в регион значительно более крупного вида слонов Palaeoloxodon namadicus. Предполагается, что он тесно связан и, возможно, является предком вымершего Elephas hysudrindicus из плейстоцена Явы (Индонезия).